# Moulin à Farine

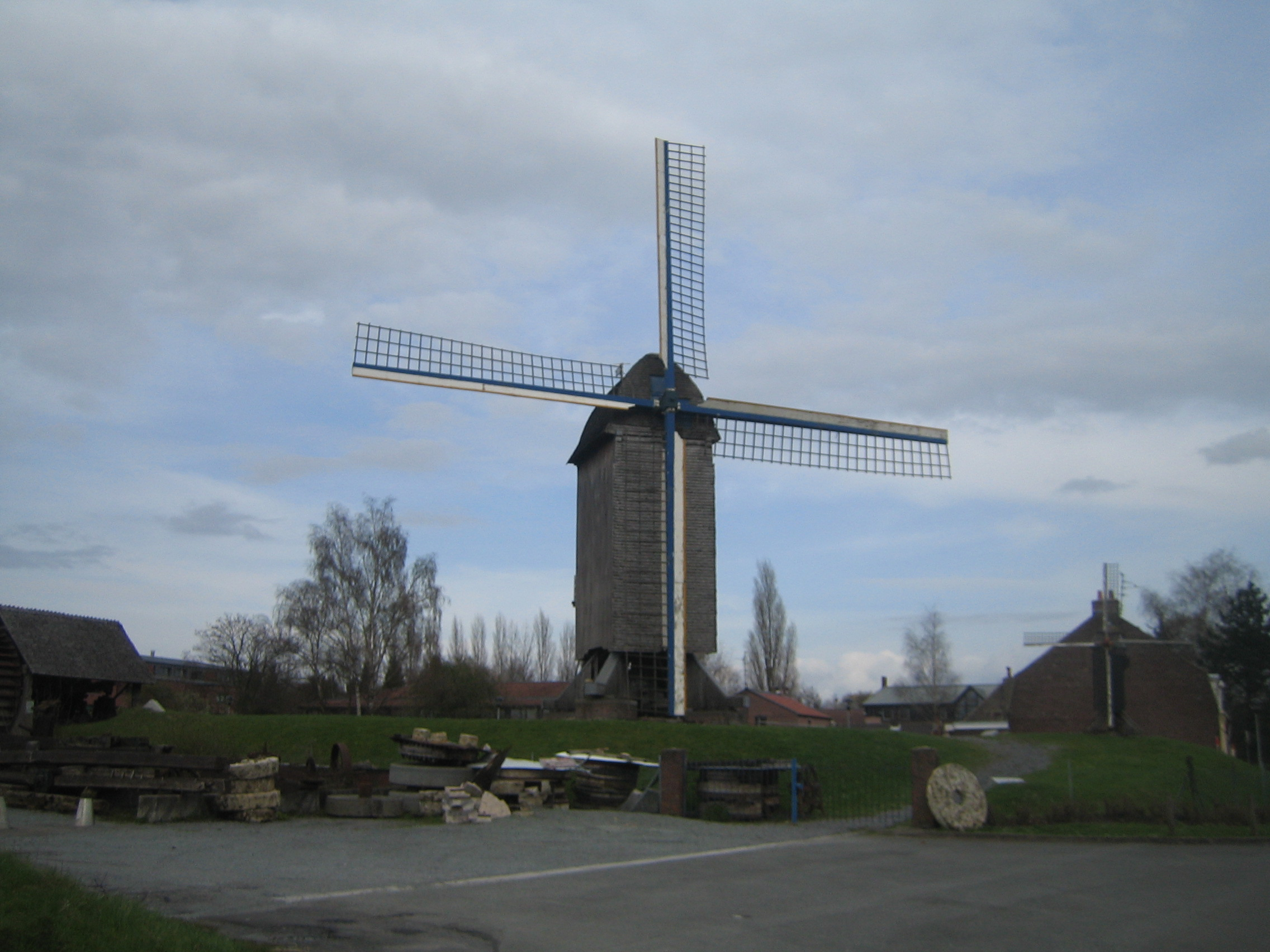
Moulin à farine

De Moulin à Farine (korenmolen) is de naam die gegeven is aan een (naamloze) standerdmolen in het Musée des moulins te Villeneuve-d'Ascq.

## Geschiedenis
Deze molen werd gebouwd in 1776 en stond oorspronkelijk in Bambeke. In 1895 werd ze verplaatst naar Ruminghem, om een molen te vervangen die daar door brand was verwoest. Later werden de wieken en de standerd verwijderd, en werd het molenhuis 200 meter verplaatst, zodat het dichter bij het molenaarshuis kwam te liggen. Er werd in de molen nog steeds gemalen, zij het met behulp van een elektromotor. In 1948 kwam een einde aan het maalbedrijf, en de molenkast werd in gebruik genomen als kippen- en konijnenhok.
In 1984 werd de molen aangekocht en van 1984-1988 werd de molen in de oude staat teruggebracht.